# 派克維爾 (北卡羅萊納州)
派克維爾（英語：Pikeville）是一個位於美國北卡羅萊納州韋恩縣的城鎮。

## 人口
根據2020年美國人口普查的數據，派克維爾的面積為1.96平方千米，皆為陸地。當地共有人口712人，而人口密度為每平方千米363人。